# I4 SNCB
Les I4 étaient une série de voitures de chemin de fer belges pour le trafic international appartenant à la SNCB. Elles dérivent du standard UIC-X.
Suivant la norme à l'époque de leur construction (1966), elles sont aménagées avec des compartiments à 6 sièges (disposés en deux rangées de 3 sièges se faisant face) desservis par un couloir latéral.

## Histoire
Dans les années 1960, pour les services internationaux, la SNCB peut compter sur deux types de voitures :
- Les voitures I1, mises en service de 1929 à 1939 ;
- Les voitures I2, mises en service en 1952, étroitement dérivées des I1.

Aucune de ces séries n’est réellement moderne et, malgré des améliorations apportées aux I1 et I2 en matière d’intérieurs et de vitesse, elles commençaient à se montrer vieillissantes par rapport au matériel étranger alors en service.
En 1960, la SNCB commande une série de voitures-couchettes de seconde classe, les voitures I3 qui sont une adaptation des voitures DEV AO françaises.
Soucieuse de moderniser sa flotte internationale également pour le trafic de jour et particulièrement en première classe, la SNCB commande deux prototypes en 1961 qui préfigurent les voitures I4 :
- Une voiture à 9 compartiments de première classe longue de 25,49 m construite par la Brugeoise et Nivelles et numérotée 11201 ;
- Une voiture à 4 compartiments de première classe et cinq de seconde classe longue de 24,085 m construite par ABR et numérotée 13101.

Ces deux prototypes diffèrent avec les I4 de série sur plusieurs points :
- Elles sont légèrement plus courtes ;
- Leur toit est plus bas de 10 centimètres, moins galbé et renforcé par des rainures ;
- Elles sont munies de portes battantes, comme les I3 ;
- En seconde classe, il y a 8 sièges par compartiments et le couloir y est plus étroit en raison de la largeur accrue de ces compartiments.

En revanche, elles sont déjà munies de bogies Schlieren, comme ceux des voitures I3, possèdent toutes deux une installation de chauffage à air pulsé (avec chauffage central sur la 11201 et radiateurs électriques sur la 13101) et les fenêtres sont identiques.
Entretemps, les standards UIC-X et UIC-Y sont entrés en application et la SNCB choisit le standard UIC-X pour la construction des voitures I4 de série qui sont construites en 1966 par ABR, pour les 15 voitures de première classe, et BN pour les 20 voitures mixte première et deuxième classe. 5 voitures de première classe supplémentaires sont construites par Ragheno en 1967. La longueur des I4 s'écarte cependant des véritables UIC-X qui mesurent 26,40 m, toutes versions confondues. En 1967, la SNCB met également en service les voitures I5 : des véhicules de seconde classe équipés de couchettes. Il n’y a pas d’I4 de seconde classe, les trains internationaux utilisant des voitures de seconde classe étrangères ou des I1 et I2, souvent d’anciennes voitures de première classe déclassées.
Les deux voitures prototypes (dotées de sièges moins confortables) recevront les mêmes portes Mielich que les I4 de série et seront déclassées en 1979, devenant des voitures de seconde classe.
7 voitures de chaque type étaient initialement utilisées dans les rames "Benelux" assurant la relation Bruxelles - Amsterdam au crochet d'une locomotive bitension belge de la série 25.5, en pool avec des voitures Plan W (nl) hollandaises. Elles portaient la livrée bleu nuit à bande jaune propre à cette relation.
Les autres étaient initialement peintes en vert wagon.
En 1979, les prototypes recevront des bandeaux bariolés aux couleurs de Railtour, la filiale "agence de voyage ferroviaire" de la SNCB. Ces voitures étaient alors qualifiées de "Railtour budget" et incluses dans des trains de nuit où leurs places assises constituait la "classe économique". À partir du milieu des années 80, plusieurs voitures de première classe sont déclassées en seconde et utilisées comme voitures "Railtour budget".
Début des années 1980, les autres voitures sont repeintes dans la livrée internationale "Orange C1" des Voitures standard européennes (I6 et I10) avec lesquelles elles cohabitent désormais au sein de rames des relations Ostende – Cologne et Paris – Amsterdam (en combinaison avec les voitures TEE en inox) et seront rejointes par les voitures "Benelux" après leur remplacement par des voitures ICR néerlandaises.
Une voiture sera repeinte en livrée Memling et sera utilisée sur ce train avec un compartiment minibar en attendant la mise en service de la voiture I10 Bistro. 
En fin de carrière, beaucoup sont déclassées et uniquement utilisées comme voitures de seconde classe. Certaines servent également sur des trains du service intérieur.
Elles seront retirées du service en 1998, à l'occasion du second plan IC/IR de la SNCB qui marque également l'avènement du TGV sur ces relations internationales. L'effectif résiduel des voitures plus récentes (I6/I10) suffisant à assurer le trafic international en rames tractées.

## Les I4 à l'étranger
Les I4 ont été déclassés par la SNCB entre 1996 et 1998. Certaines ont ensuite été exportés vers la Yougoslavie, puis se sont retrouvés dispersées vers les différentes compagnies de chemin de fer après la désintégration du pays. Vingt-quatre voitures ont été avec les numéros suivants à l’origine :
- ABm 50 72 30-05 700 - 707 ;
- ABm 50 72 30-28 700 - 703 ;
- Bm 50 72 29-05 700 - 701 (ex A en Belgique) ;
- Bm 50 72 29-28 700 - 709 (ex A en Belgique)[1].

Plusieurs se sont retrouvées au Kosovo, où elles sont maintenant hors service.